# Amtsgericht Crimmitschau
Das Amtsgericht Crimmitschau war ein Gericht der ordentlichen Gerichtsbarkeit und ein Amtsgericht in Sachsen mit Sitz in Crimmitschau.

## Geschichte
In Crimmitschau bestand bis 1879 das Gerichtsamt Crimmitschau als Eingangsgericht. Im Rahmen der Reichsjustizgesetze wurden 1879 im Königreich Sachsen die Gerichtsämter aufgehoben und Amtsgerichte, darunter das Amtsgericht Crimmitschau, geschaffen. Der Gerichtssprengel umfasste Crimmitschau, Blankenhain mit Augustenhof und Weidenhof, Culten, Dänkritz, Frankenhausen mit Gosel, Gablenz, Gösau, Harthau bei Crimmitschau, Heiersdorf mit Schönheide, Kleinhessen mit Bosenhof, Langenreinsdorf, Lauenhain, Lauterbach, Leitelshain, Naundorf, Neukirchen bei Crimmitschau mit Carthause, Nichzenhain, Niedergrünberg, Obergrünberg, Rudelswalde mit Mark Sahnau, Rußdorf, Schiedel, Schweinsburg mit Döbitzgut, Thonhausen (sächsischer Anteil), Ungewiß und Wahlen. Das Amtsgericht Crimmitschau war eines von 16 Amtsgerichten im Bezirk des Landgerichtes Zwickau. Der Amtsgerichtsbezirk umfasste danach 29.158 Einwohner. Das Gericht hatte damals zwei Richterstellen und war ein mittelgroßes Amtsgericht im Landgerichtsbezirk.
Mit den Durchführungsbestimmungen zur Vereinfachung der Gerichtsorganisation im Land Sachsen vom 28. Mai 1951 zur Verordnung vom 5. Mai 1951 wurde das Amtsgericht Crimmitschau zum Zweiggericht herabgestuft. Mit dem Gerichtsverfassungsgesetz vom 2. Oktober 1952 wurden das Amtsgericht Crimmitschau in der DDR aufgehoben und das Kreisgericht Werdau an seiner Stelle eingerichtet. Gerichtssprengel war nun der Kreis Werdau.

## Gerichtsgebäude
Das Amtsgericht nutzte das 1903–1904 erbaute Gerichtsgebäude (Carthäuser Straße 2). Es handelt sich um einen repräsentativen Gründerzeitbau mit Jugendstil-Elementen. Er ist ortsgeschichtlich und baugeschichtlich von Bedeutung und steht daher unter Denkmalschutz.